# Поле Бродмана 39
Поле Бродмана 39, або BA39 — частина тім'яної кори в мозку людини. BA39 охоплює кутову звивину, лежить поруч до стику скроневої, потиличної та тім'яної часток.
Ця ділянка також відома як кутове поле 39. Місцезнаходження поля відповідає кутовій звивині, яка огинає каудальну частину верхньої скроневої борозни. Дорзальна межа приблизно відповідає внутрішньо-тім'яній борозні. З точки зору своєї цитоархітектоники вона обмежена рострально супрамаргінальним полем 40 (л.), дорсально і каудально — перістріарним полем 19, і вентрально — окципітотемпоральним полем 37 (л.) (Бродман-1909).
Пошкодження поля Бродмана 39 викликає появу семантичної афазії. Воно було розцінене Олександром Лурія як частина тім'яно-скронево-потиличної ділянки, яка охоплює поле Бродмана 40, поле Бродмана 19, і поле Бродмана 37.

## Зображення

Анімація.
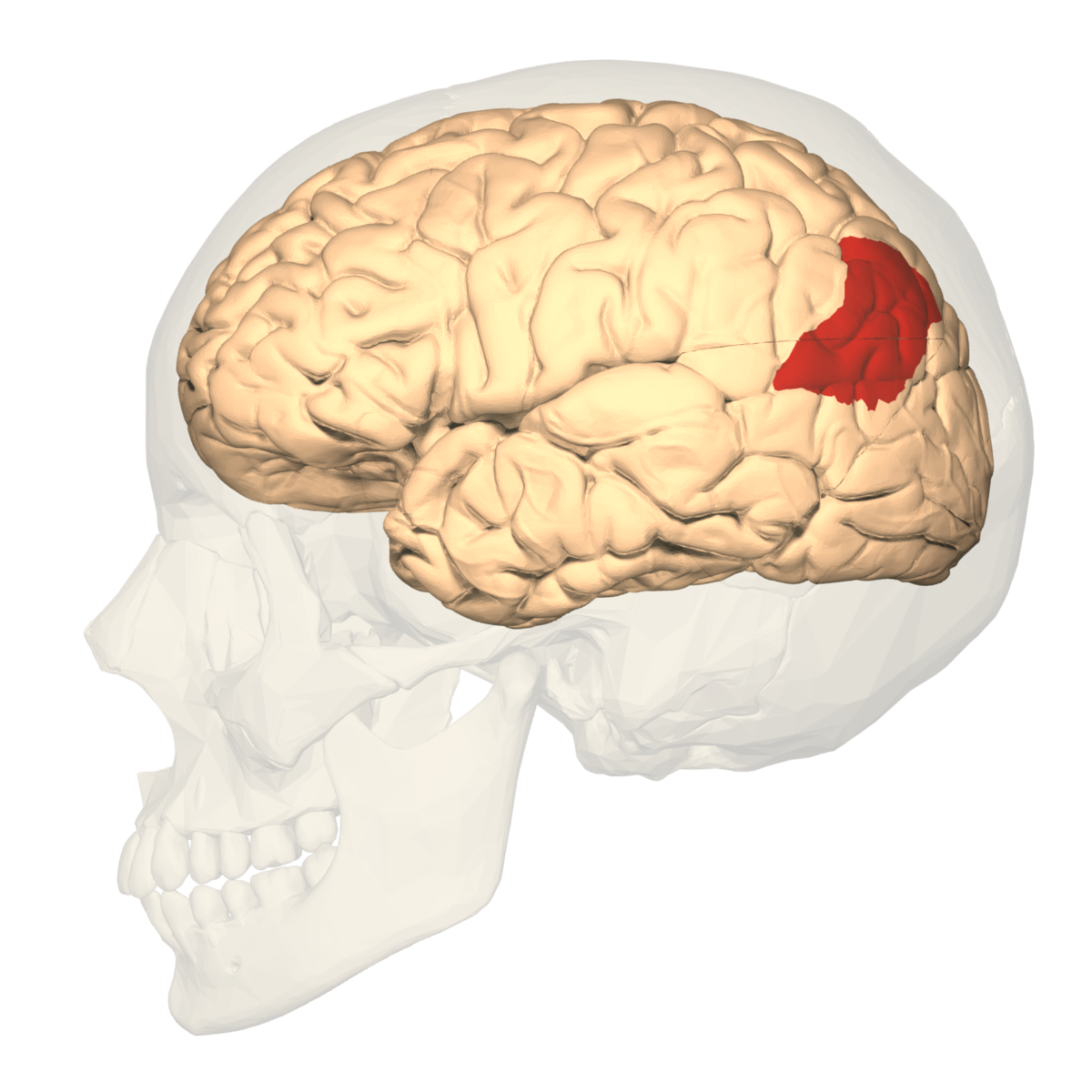
Латеральний вигляд.
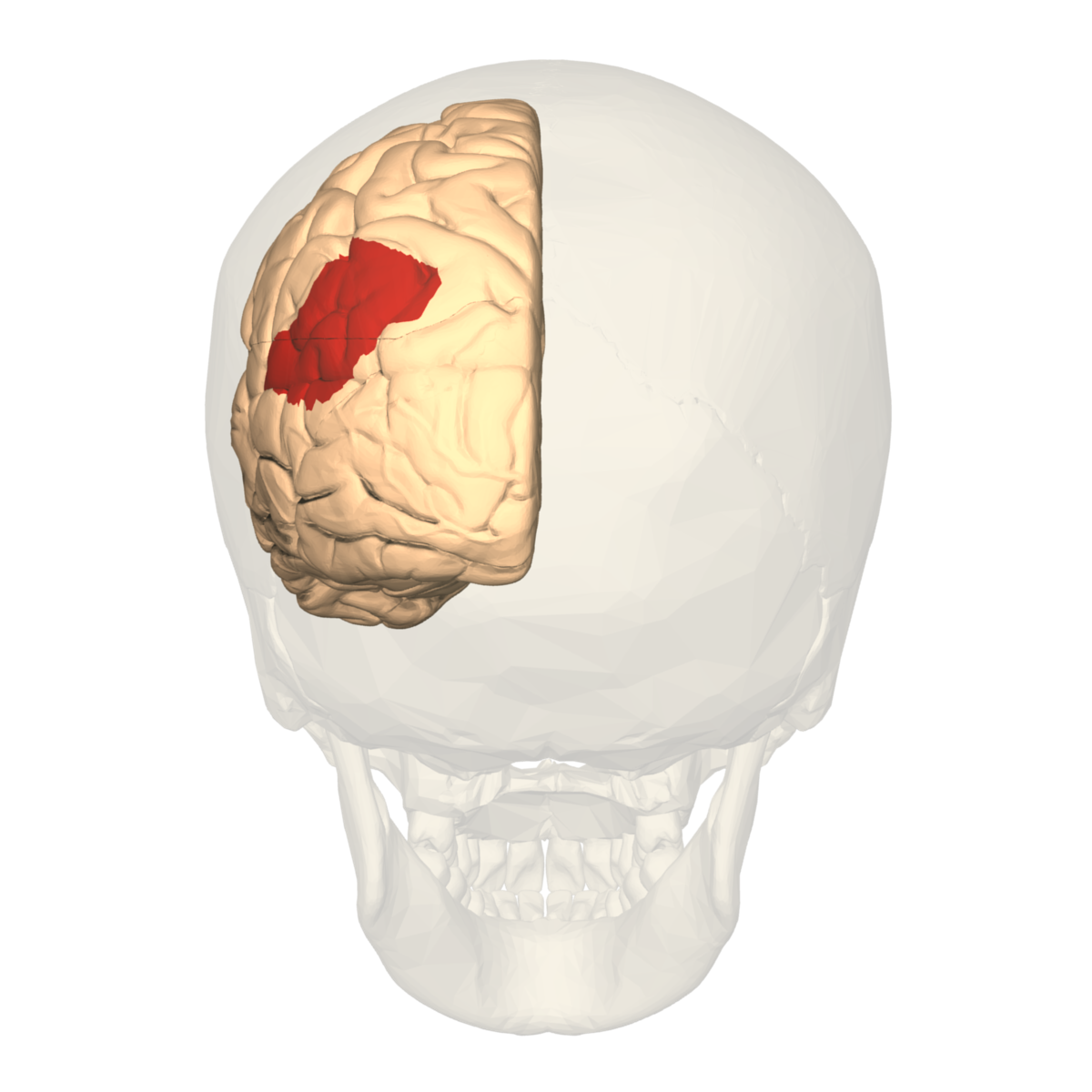
Задній вигляд.